# Chirita annamensis
Chirita annamensis är en tvåhjärtbladig växtart som beskrevs av François Pellegrin. Chirita annamensis ingår i släktet Chirita och familjen Gesneriaceae. Inga underarter finns listade i Catalogue of Life.